# Абердин-ангусская (порода коров)
Аберди́н-ангу́сская поро́да (англ. Aberdeen Angus) — порода крупного рогатого скота мясного направления. Абердин-ангусская порода выведена в XIX веке в Шотландии, в горных районах с суровым климатом, путём скрещивания чёрного комолого скота графства Абердиншир и бурого — графства Ангус. Абердин-ангусская порода отличается нежностью, сочностью, «мраморностью» мяса, лёгкими отёлами, высокой плодовитостью, устойчивой наследственностью и высокой приспосабливаемостью. Абердин-ангусская порода стала второй по распространённости в мире. В настоящее время абердин-ангусскую породу разводят в Северной и Южной Америке, Океании и Европе. Разводят абердин-ангусскую породу в США, Канаде, Аргентине, Новой Зеландии, Великобритании, Австралии и других странах.
В России абердин-ангусскую породу используют с начала XX века для скрещивания. В СССР использовали для скрещивания с калмыцким скотом, помеси обладали высокими мясными качествами, а также для промышленного скрещивания с молочными и молочно-мясными породами. На 1 января 1985 года в государственных сельскохозяйственных предприятиях имелось 68,1 тысяч голов скота абердин-ангусской породы. Абердин-ангусскую породу разводили в степных районах Волгоградской и Оренбургской областей, Ставропольского, Красноярского и Алтайского краёв, Кабардино-Балкарской АССР, Казахской и Украинской ССР. Ведущим племенным хозяйством был племенной завод «Парижская Коммуна» в Волгоградской области. Племенные хозяйства России разводят абердин-ангусскую породу в Волгоградской, Брянской областях и Карачаево-Черкесии.
В Казахстан абердин-ангусскую породу стали ввозить с 2009 г. Телята, полученные от скрещивания с ангусами, быстрее встают, быстрее адаптируются к условиям окружающей среды, даже если отел происходит в неблагоприятных погодных условиях. У этой породы высокая скорость роста и выраженные мясные качества, даже при скрещивании с молочными породами. При скрещивании будет доминировать черный окрас, чаще всего, комолость. Самым популярным гибридом является так называемый Блэк болди, гибрид Ангуса и Герефорда. Это животное черного окраса, но с белой мордой. По данным системы ИАС, на 1 октября 2021 г. племенное поголовье породы ангус составляет 109 тыс. голов.

## Особенности породы
Скот комолый, чёрной (иногда красной) масти, компактного телосложения. У животных короткие, правильно поставленные ноги и хорошо выраженные мясные формы, туловище широкое и глубокое, с ровной линией верха; шея короткая, незаметно сливающаяся с плечом и головой, поясница и крестец хорошо выполнены, мускулатура окорока опускается до скакательного сустава и хорошо развита.
Кожа рыхлая, тонкая, эластичная. Костяк животных тонкий и составляет 15—18 % веса туши, а жировые прослойки в мускульных волокнах повышают нежность, вкусовые и питательные качества мяса.
Промеры скота: высота в холке быков 125—130 см, коров 120—125 см. Ширина груди 45—65 см; ширина в маклоках 50—60 см; косая длина туловища 135—140 см. Живая масса быков 750—800 кг, иногда до 1000 кг, коров — 500—550 кг, иногда до 700 кг. В США создан высокорослый тип абердин-ангусской породы: высота в холке быков 145—147 см, живая масса быков более 1000 кг. Животные скороспелые. Масса новорождённых тёлочек 16 кг, бычков 28—30 кг. Масса телят к 7—8-месячному возрасту до 200 кг. Телят выращивают на подсосе до 8 месяцев, чему способствует сильно развитый материнский инстинкт коров. Среднесуточный прирост 700—800 г., некоторые особи набирают по 1,4 кг в день. Живая масса бычков-кастратов при интенсивном выращивании и откорме к 14—15 месяцам 400—450 кг, к 15—16 месяцам — 450—460 кг. Убойный выход 58—60 %. Затраты корма на 1 кг привеса составляют 6,5 кормовых единиц. Среднегодовой удой около 2000 кг молока.
Скот быстро и хорошо откармливается. По округлости форм, скороспелости и качеству туш он стоит на первом месте.
При скрещивании с другими породами животные хорошо передают потомству мясные качества. Животные отличаются тем, что могут содержаться на открытом воздухе, даже в самые сильные морозы.
Недостатки: саблистость ног, карпообразность спины, тяжёлая голова.

### Критика породы
Американский институт мясного скотоводства (Clay Center, Nebraska) представил итоги исследований десяти пород мясного скота: чтобы получить 210 кг чистого мяса (без жира и костей), бычка герефордской породы с момента отъёма необходимо кормить на протяжении 319 дней и затратить количество корма, эквивалентное 8953 Мкал, бычков породы абердин-ангусская — соответственно 286 дней и 8026 Мкал, лимузин — 165 дней и 3675 Мкал, шароле — 163 дня и 4243 Мкал. Поэтому даже в Великобритании меняют структуру поголовья мясных пород, уже в статистике 2015 года доля животных породы лимузин составляла 28 %, шароле — 12 %, абердин-ангусской — 17 %, герефорд — менее 5 % (последнюю включали в графу «другие породы» наряду с салерс и обрак).

## Разведение породы

### Разведение породы в США
- В 1873—1878 гг. абердин-ангусская порода завезена в США (около 8500 голов).
- В 1878 году было организовано первое чистопородное стадо.
- В 1883 году создана Американская ассоциация заводчиков абердин-ангусского скота.
- В 1886 году опубликован 1 том племенной книги, в которую с 1887 года записывают только тех животных, чьи родители уже были в ней зарегистрированы.

### Разведение породы на территории России, Украины и стран СНГ
В России абердин-ангусский скот разводят в Московской области, Поволжье, Центральном регионе, на Северном Кавказе, в степных районах Воронежской, Волгоградской и Оренбургской областях, Ставропольского и Красноярского и Алтайского краёв.
В 2005 году в Ленинградскую область в ООО «Спутник» были завезены чистопородные телки из Венгрии. В 2006 году в то же хозяйство была завезена вторая партия чистопородных телок . В 2007 году хозяйство получило статус племенного репродуктора по разведению крупного рогатого скота абердин-ангусской породы. В 2008 году в ООО «Спутник» была завезена еще одна партия скота, но уже из Австралии. В 2008 году приказом Минсельхоза России племенной репродуктор ООО «Спутник» получил статус Племенного Завода. В 2019 году хозяйство переименовалось в ООО «Спутник-Агро», но так же занимается разведением и реализацией племенного скота абердин-ангусской породы.
В 2008 году ООО «Заречное» завезла из США чистопородный скот породы чёрный ангус (250 нетелей и 10 быков). В 2009 году в Калужской области начал свою работу «Центр генетики „Ангус“». На его территории в 2010 году состоялся первый в России аукцион племенных быков, имеющих сертификат и регистрационный номер в Американской ассоциации породы ангус (American Angus Association).
С 2011 года ООО «Заречное» реализует на территории Воронежской области масштабный проект по разведению абердин-ангусской породы и производству мраморной говядины.
В 2013 году в Калининград доставили более 4000 коров данной породы для возрождения скотоводства в области. Породу также разводят в Казахстане и на Украине.
В 2010 году на территории Брянской области запущен проект по разведению абердин-ангусской породы скота (в рамках программы развития животноводства от компании АПХ «Мираторг» и при поддержке Правительства РФ).
По итогам 2014 года совокупное поголовье крупного рогатого скота (КРС) специализированной мясной абердин-ангусской породы в Брянской области выросло до 250 тысяч голов, а массовый отёл 2014 года стал самым крупным в истории отрасли мясного животноводства России — на фермах компании появилось 74,8 тысяч телят. К 2020 году АПХ «Мираторг» в Брянской, Орловской, Смоленской, Калужской, Тульской и Калининградской областях построены 106 ферм крупного рогатого скота, а поголовье мясной породы абердин-ангус уже превышает 800 тысяч животных.
На Украине абердин-ангусский скот разводят преимущественно в Киевской области и регионах западной Украины. Основное поголовье было завезено из стран Европейского союза, для последующего увеличение генофонда.
В 2014 году ООО «Тибон» была запущена программа по популяризации употребления говядины, в рамках программы Министерства аграрной политики Украины. На мощностях двух фермерских хозяйств ООО «Тибон» (Киевская и Черкасская области) было размещено поголовье крупного рогатого скота абердин-ангусской породы.

## Кулинария

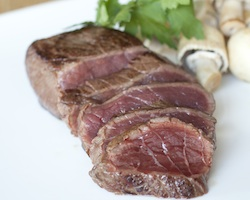

Мясо абердин-ангусской породы, наряду с мясом герефордской породы, считается наилучшим для приготовления стейков. Ценным считается сертифицированное USDA (Министерством сельского хозяйства США) мясо «Certified Angus Beef». Мясо отличается высокой мраморностью. Маркировка «Certified Angus Beef» необязательно подразумевает породу Ангус: к экстерьеру скота и к качеству туши предъявляется ряд требований, которым могут удовлетворять туши коров иных пород, а могут не удовлетворять туши коров породы Ангус. Среди таких требований — возраст и племенная разновидность скота, вид и продолжительность откорма, уровень мраморности (количество жировых прослоек в мясе).
Рекомендуемые степени прожарки стейков: «rare» (стейк с красным соком, красно-розовый внутри, температура 42—49° C) и medium (ярко выраженный розовый сок внутри, температура 55—60° C).